# 通信用語一覧
通信用語一覧（つうしんようごいちらん）は、通信分野に関する用語の一覧である。

## 関連する一覧記事
- 情報・通信・コンピュータ一覧の一覧
- 通信のカテゴリ一覧
- コンピュータ用語一覧
- インターネット用語一覧

## ア行
- アクセス制御
- アナログ
- アナログ回線
- アマチュアパケット無線
- アマチュア無線
- 誤り検出訂正
- 暗号
- アンテナ（空中線）
- イーサネット
- 位相
- 委託公衆電話
- 移動体通信
- インターネット
- インターフェース
- 衛星電話
- 衛星放送
- 音響カプラ
- 音声多重放送
- オンライン

## カ行
- 回線交換
- 加入者線
- 基地局
- 技適マーク
- キャリア（搬送波）
- 空中線（アンテナ）
- クオリティ・オブ・サービス(Quality of Service)
- グローバル・ポジショニング・システム (GPS)
- 携帯電話
- ケーブルテレビ
- 交換機
- 交換工学
- 公衆電話
- 高周波
- 国際電気通信連合 (ITU: International Telecommunication Union)
- 国際標準化機構 (ISO: International Organization for Standardization)
- 極超短波 (UHF: Ultra High Frequency)
- 固定電話
- コーデック
- コールサイン
  - 世界のコールサイン割り当て一覧
- 混信
- コンピュータネットワーク

## サ行
- 識別信号
- ジッター
- 自動車電話
- 時分割多元接続 (TDMA: Time Division Multiple Access)
- 時分割多重化 (TDM: Time Division Multiplex)
- 時分割複信 (TDD: Time Division Duplex)
- 周波数
- 周波数分割多元接続 (FDMA: Frequency Division Multiple Access)
- 周波数分割多重化 (FDM: Frequency Division Multiplex)
- 周波数分割複信 (FDD: Frequency Division Duplex)
- 周波数変調 (FM)
- 受信機
- 情報
- 情報理論
- 指令電話
- 信号
- 信書
- 振幅
- 振幅変調 (AM)
- スロットアンテナ
- 船舶電話
- 専用線
- 総合通信局（総務省）
- 送受信機（トランシーバ）
- 送信機

## タ行
- 帯域制御
- 第三者無線
- 第三世代携帯電話
- 第二世代携帯電話
- ダイバーシティ
- ダイポールアンテナ
- 多元接続
- 多重化
- ターミナルアダプタ
- 短波 (SW, HF)
- 端末
- 地上アナログテレビジョン放送
- 地上デジタルテレビジョン放送
- 地上デジタル音声放送
- 地上波
- 中継方式
- 中波 (MF)
- チューナー
- 超短波 (VHF)
- 長波 (LF)
- 調歩同期方式
- ツイストペアケーブル
- 通信
- 通信技術の年表
- 通信工学
- 通信線路
- 通信トラヒック工学
- 通信ネットワーク工学
- 通信プロトコル
- 通信路容量
- 定在波比
- デジタル
- デジタル加入者線
- デジタルテレビ
- デジタル放送
- デジタルラジオ
- デジタルビデオブロードキャスティング
- デジタル変調
- デシベル
- データ圧縮
- データ通信
- データ放送
- テレタイプ端末
- テレックス
- テレビ
- テレビ電話
- 電気通信
- 電気通信設備工事担任者
- 電気通信事業
- 電気通信事業者
  - Category:電気通信事業 - 電気通信事業者の目次
- 電気通信主任技術者
- 電気通信役務利用放送法
- 電磁波
- 電信
- 電線
- 伝送工学
- 伝送路
- 伝送路符号化
- 電波
- 電波型式の表記法
- 電波工学
- 電波三法
- 電波障害
- 電波時計
- 電波の周波数による分類
- 電波法
- 電波利用料
- 電報
- 電離層
- 電力線搬送通信（PLC）
- 電話
  - Category:電話 - 電話に関するカテゴリー
- 電話 (電波型式)
- 電話回線
- 電話交換機
- 電話機
- 電話番号
- 電話番号計画
- 電話網
- 同期検波
- 同期信号
- 同期方式
- 同軸ケーブル
- 特殊簡易公衆電話
- 特定電気通信役務提供者の損害賠償責任の制限及び発信者情報の開示に関する法律
- トラヒック理論
- トランシーバー (無線機)

## ナ行
- 内線電話
- 日本アマチュア無線連盟（JARL）
- 認証
- ネットワーク
- ネットワーク構成
- ノイズ

## ハ行
- バーアンテナ
- パケット
- パケット通信
- パソコン通信
- パーソナル無線
- 波長
- ハブ (ネットワーク機器)
- パラボラアンテナ
- パルス変調
- 搬送波
- ハンドオーバー
- 光ケーブル
- 光波長多重通信
- 光通信
- ビット毎秒
- 標準化団体 (コンピュータと通信)
- 標準電波
- ファクシミリ
- 輻射
- 複信 (Duplex)
- 輻輳（ふくそう） - 回線が混雑すること。
- 復調
- 符号
- 符号化方式
- 符号分割多元接続 (CDMA: Code Division Multiple Access)
- 符号分割多重化 (CDM: Code Division Multiplex)
- 符号理論
- プッシュ・ツー・トーク
- ブリッジ (ネットワーク機器)
- フレームリレー
- ブロードキャスト
- ベストエフォート
- ベースバンド
- ベースバンド伝送
- ヘリカルアンテナ
- ヘルツ
- 変調方式
- 放送
- 放送法
- ボー
- ポーリング
- ホーンアンテナ

## マ行
- マイクロ波
- マイクロ波工学
- グリエルモ・マルコーニ - 無線通信の発展に貢献した人物。
- マルチキャスト
- マルチチャネルアクセス無線
- マルチプレクサ
- 無線
  - Category:無線 - 無線に関するカテゴリー。
- 無線LAN
- 無線アクセス
- 無線機
- 無線局
- 無線工学
- 無線従事者免許証
- 無線通信
- 文字コード
  - Category:文字コード - 文字コードに関するカテゴリー。
- モデム
- モールス信号

## ヤ行
- 八木・宇田アンテナ
- 有線通信
- 郵便
- ユニキャスト

## ラ行
- ラジオ放送
- ルーター
- ルーティング
- ループアンテナ
- 論理リンク制御

## 0-9
- 8b/10b

## A
- ADSL (Asymmetric Digital Subscriber Line) - 非対称デジタル加入者線
- AM (Amplitude Modulation)
- ARIB (電波産業会)
- ATM (Asynchronous Transfer Mode) - 非同期転送モード
- ATSC (Advanced Television Systems Committee) - アメリカの地上波デジタルテレビの規格

## B
- baud - 変調の単位。
- Bluetooth
- bps (bits per second) - 通信量の単位

## C
- CDM (Code Division Multiplex) - 符号分割多重化
- CDMA (Code Division Multiple Access) - 符号分割多元接続
- CDMA2000 - 第三世代携帯電話の規格

## D
- DAB (Digital Audio Broadcast) - デジタルラジオの規格。
- DRM (Digital Radio Mondiale) - デジタルラジオの方式
- DSL (Digital Subscriber Line) - デジタル加入者線
- D-STAR
- DTMF (Dual Tone Multi Frequency)
- Duplex - 複信
- DVB (Digital Video Broadcasting) - デジタルテレビの規格。

## E
EVM

## F
- FDD (Frequency Division Duplex) - 周波数分割複信
- FDM (Frequency Division Multiplex) - 周波数分割多重化
- FDMA (Frequency Division Multiple Access) - 周波数分割多元接続
- FM (Frequency Modulation) - 周波数変調
- FM放送
- FTTH (Fiber To The Home)

## G
- GHz
- GPS (Global Positioning System)
- GSM (Global System for Mobile Communications) - デジタル携帯電話の方式。

## H
- H.261 - テレビ電話の動画圧縮規格
- H.263 - テレビ電話の動画圧縮規格
- H.323
- HF (High Frequency) - 短波。3MHz～30MHz。
- Hz

## I
- IEEE
- IEEE 802
- IEEE 802.11 - 無線LANの規格
- IMT-2000 - 携帯電話の規格
- IP電話
- IP放送
- ISDB (Integrated Services Digital Broadcasting) - 日本のデジタル放送の方式
- ISDN
- ISO (International Organization for Standardization) - 国際標準化機構
- ITU (International Telecommunication Union) - 国際電気通信連合
  - ITU-R (ITU Radiocommunication Sector) - 無線通信部門
  - ITU-T (ITU Telecommunication Standardization Sector) - 電気通信標準化部門

## K
- KDDI
- kHz

## L
- LAN (Local Area Network)
- LF (Low Frequency) - 長波。30kHz～300kHz。
- LTE - Long Term Evolution

## M
- Multiple Access - 多元接続
- Multiplex - 多重化
- MF (Medium Frequency) - 中波。300kHz～3MHz。
- MHz

## N
- NTSC - アナログカラーテレビ放送の規格。
- NTTコミュニケーションズ
- NTTドコモ

## O
- OSI参照モデル

## P
- PCM (Pulse-code modulation)
- PDC (Personal Digital Cellular) - 日本の携帯電話の方式
- PLC - 電力線搬送通信
- PDH (Plesiochronous Digital Hierarchy)
- Peer to Peer
- PHS (Personal Handy-phone System)
- Personal Handyphone System Internet Access Forum Standard
- PSK

## Q
- QoS(Quality of Service)
- QPSK

## R
- RFID
- RS-232

## S
- SDH (Synchronous Digital Hierarchy)
- SOS - 遭難信号
- SW (Short Wave) - 短波。

## T
- TDD (Time Division Duplex) - 時分割複信
- TDM (Time Division Multiplex) - 時分割多重化
- TDMA (Time Division Multiple Access) - 時分割多元接続

## U
- UHF (Ultra High Frequency) - 極超短波。300MHz～3GHz
- U型アドコックアンテナ

## V
- VHF (Very High Frequency) - 超短波。30MHz～300MHz。
- VPN - Virtual Private Network

## W
- WiMAX
- WAN (Wide Area Network)
- W-CDMA - 携帯電話の方式